# Danville (Nou Hampshire)
Danville és una població dels Estats Units a l'estat de Nou Hampshire. Segons el cens del 2007 tenia 4.337 habitants.

## Demografia
Segons el cens del 2000, Danville tenia 4.023 habitants, 1.428 habitatges, i 1.122 famílies. La densitat de població era de 132,6 habitants per km².
Dels 1.428 habitatges en un 42,3% hi vivien nens de menys de 18 anys, en un 68,3% hi vivien parelles casades, en un 6,8% dones solteres, i en un 21,4% no eren unitats familiars. En el 16,5% dels habitatges hi vivien persones soles el 4,1% de les quals corresponia a persones de 65 anys o més que vivien soles. El nombre mitjà de persones vivint en cada habitatge era de 2,82 i el nombre mitjà de persones que vivien en cada família era de 3,18.
Per edats la població es repartia de la següent manera: un 29,2% tenia menys de 18 anys, un 4,4% entre 18 i 24, un 37% entre 25 i 44, un 22,2% de 45 a 60 i un 7,1% 65 anys o més.
L'edat mediana era de 35 anys. Per cada 100 dones de 18 o més anys hi havia 101,5 homes.
La renda mediana per habitatge era de 57.287$ i la renda mediana per família de 63.239$. Els homes tenien una renda mediana de 45.122$ mentre que les dones 29.351$. La renda per capita de la població era de 22.152$. Entorn del 3,2% de les famílies i el 4% de la població estaven per davall del llindar de pobresa.